# Jan Żyliński
Jan Żyliński, również John Zylinski (ur. w 1951 w Londynie , zm. 3 stycznia 2024 tamże) – brytyjski przedsiębiorca i działacz polonijny; w 2016 roku kandydat na urząd burmistrza Londynu .

## Życiorys
Jego ojciec zmarł, gdy ten miał 6 lat. Babka Jadwiga Krzętowska uczyła go m.in. języka i kultury francuskiej. Za młodu doświadczył nieprzyjemnych zachowań ze strony Brytyjczyków ze względu na swoje pochodzenie .
W latach szkolnych praktykował musztrę w ramach ćwiczeń z przysposobienia obronnego, co zapoczątkowało jego zainteresowanie choreografią. W 2005 roku powrócił do ćwiczenia baletu, co było związane z nabytą przez niego w tym samym roku cukrzycą .
Z wykształcenia był historykiem, studiował także reżyserię  . Zawodowo zajmował się inwestycjami budowlanymi .

### "Pojedynek" z Nigelem Faragem
Na początku 2015 roku Żyliński wyzwał brytyjskiego polityka Nigela Farage′a na pojedynek na szable, gdy ten spóźnił się trzy godziny na spotkanie z działaczami swojej partii z powodu zatorów na autostradzie. Według Żylińskiego, winą za ich powstanie Farage miał obarczyć imigrantów, a sam Żyliński miał działać w obronie dobrego imienia Polaków. Swoje wyzwanie Żyliński opublikował na platformie YouTube . Sytuacja została nagłośniona przez niektóre światowe media , w tym CNN, Huffington Post, BBC, Daily Mail oraz Time. Wydarzenie zakończyło się odmową pojedynku przez Farage′a .

### Pomnik ułana

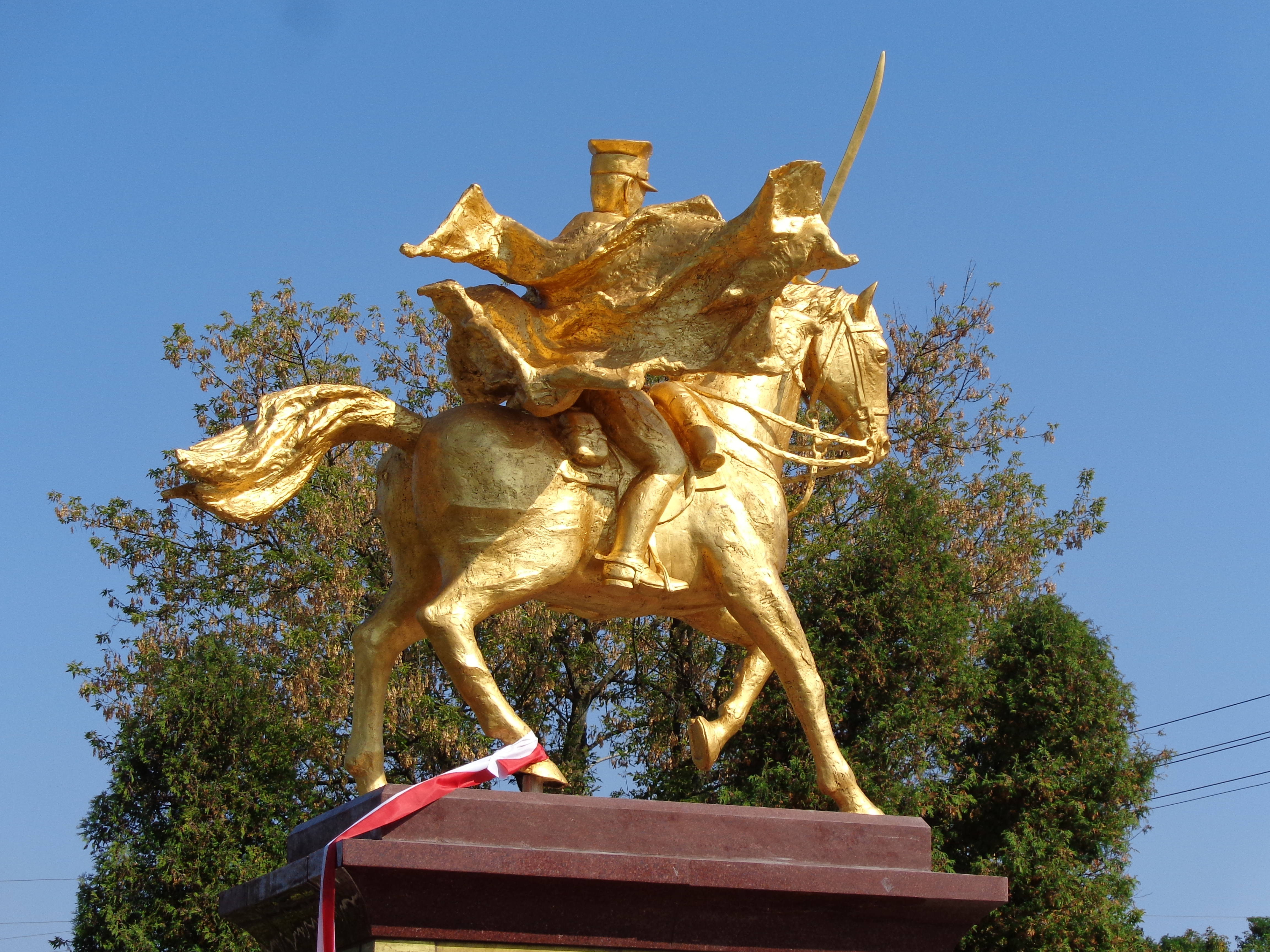
Zdjęcie przedstawiające pomnik Złotego Ułana w Kałuszynie (2014)

W 2014 Żyliński ufundował wykonany z brązu, pozłacany pomnik, przedstawiający ułana. Pomnik ma wysokość 8 metrów i znajduje się w miejscowości Kałuszyn. Powstał na cześć ojca Jana – porucznika Andrzeja Żylińskiego, który w stoczonej w 1939 roku bitwie pod Kałuszynem był dowódcą walczącego na polu bitwy 4 szwadronu 11 Pułku Ułanów Legionowych .
Był także założycielem fundacji Złoty Ułan działającej w Polsce .

### Życie prywatne
Był potomkiem Żylińskich herbu Lubicz – polskiego rodu szlacheckiego . Urodził się w roku 1951 w Londynie jako syn Andrzeja Żylińskiego oraz Grażyny Krzętowskiej  . Jego ojciec był prawnikiem, z którego usług korzystał m.in. generał Władysław Anders .

## Tytuły
29 listopada 2016 roku został honorowym obywatelem Kałuszyna.